# Fridolin Holdener (1829-1904)
Fridolin Holdener, né le 6 mars 1829 à Schwytz et mort le 30 juillet 1904 dans cette même ville est une personnalité politique suisse.

## Biographie
Fridolin Holdener est le fils du landamman Fridolin Holdener et le petit-fils du landamman Meinrad Suter. Il est conseiller national de 1872 à 1896.